# Diegesi (cinema)
La diegesi è un concetto narratologico sviluppato da Gérard Genette il cui uso è stato ampliato al mondo del cinema.
Si intende con essa una costruzione spazio-temporale nella quale si svolgono azioni ed eventi riguardanti i personaggi. È l'insieme di tutti gli elementi che appartengono alla storia raccontata e al mondo proposto e supposto dalla finzione. La diegesi è dunque sempre raccontata da un narratore che può essere più o meno visibile all'interno del racconto stesso.
Genette, nei suoi studi sulla narrazione letteraria, distingue due tipi di narratori: "extradiegetico", quando chi narra è fuori della storia che racconta, e "diegetico", quando chi racconta è parte della storia narrata, ma, riferendosi ai personaggi, il narratore può anche essere "omodiegetico" (cioè il narratore è presente nella storia come personaggio), o "eterodiegetico" (cioè è un personaggio della storia ma non è presente nella storia raccontata).
Il cinema usufruisce delle categorie di Genette per analizzare un film. Christian Metz aggiunge un terzo tipo di narratore, il "peridiegetico", una voce narrante che appartiene al mondo della storia ma non è personificata. Un esempio di quest'ultimo è la voce narrante de L'età dell'innocenza di Martin Scorsese. Un esempio cinematografico con un narratore eterodiegetico è il film La terra trema di Luchino Visconti, e un esempio di narratore omodiegetico si trova nel film Il gabinetto del Dottor Caligari di Robert Wiene.
Nel cinema l'aggettivo "diegetico" riferito al sonoro è utilizzato specificatamente per definire il suono avvertito dai personaggi della narrazione. Se un personaggio entra in una stanza dove vediamo qualcuno che sta suonando, il suono è diegetico. Tale specificazione è fondamentale per distinguere tra sonoro fuori campo e suono off (oppure off-screen), cioè non percepito dal personaggio. È il caso per esempio di una musica di commento durante una cavalcata nella prateria in un Western: certamente in questo caso non vi sono musicisti nascosti che suonano da dietro i cactus. E in questo caso il sonoro è detto appunto "extra-diegetico".
Un parodistico ma esemplificativo spiazzamento fra suono diegetico e suono off, si ha in una scena del film di Woody Allen Il dittatore dello stato libero di Bananas, in cui lo spettatore viene tratto in inganno da una tipica musica di commento che si rivela invece essere udita anche dal protagonista (Fielding Mellish, interpretato dallo stesso Allen), il quale infine ne scopre la fonte: un'arpista nascosta nell'armadio.